# Боков, Ахмет Хамиевич
Ахме́т Хами́евич Бо́ков (ингуш. Боканаькъан Хьаме Ахьмад; 20 августа 1924, Сагопши, Северо-Кавказский край — 2 апреля 2006, Назрань, Ингушетия) — ингушский советский и российский прозаик и драматург, автор многих романов. Народный писатель Чечено-Ингушской АССР (1977).

## Биография
Родился в семье крестьянина селения Сагопши (ныне — Малгобекский район Республики Ингушетия).
С 1932 года по 1938 год Боков учился в школе родного села. С 1938 по 1941 год обучался в назрановском зооветеринарном техникуме и в грозненском рабфаке. Осенью 1941 года после окончания краткосрочных учительских курсов был направлен на работу в село, откуда многие учителя ушли на фронт. Но учителем пришлось работать недолго — приблизился фронт. Пседахский райком ВЛКСМ направил Бокова на строительство оборонительных рубежей на подступах к городу Малгобек. Это была трудная и смертельно опасная работа. Вручную жители Сагопши сутками напролёт сооружали противотанковый ров. От Терского до Сунженского хребта в короткие сроки выросло фортификационное сооружение в несколько километров, ставшее непроходимым для немецких танковых дивизий, которые стремились к Грозненским и Бакинским нефтяным районам.
Впоследствии особое внимание в своей публицистической деятельности Боков уделяет теме Великой Отечественной войны. Много лет писатель работал над изучением роли оборонительных боёв под Малгобеком. Им были написаны статьи и очерки о тяжёлых боях, которые вели советские войска в районе Малгобека в 1942 году. О том решающем значении, которое имели бои на Терском хребте и в Алханчуртской долине не только для обороны подступов к Грозненской нефти, но и для Кавказа в целом. Малгобекская оборонительная операция длительное время старательно замалчивалась, даже из Большой советской энциклопедии исчезли сведения о подвиге защитников Малгобека и всей военной оборонительной операции в целом. Являясь свидетелем и участником тех драматических событий, Боков в 1977 году издаёт роман «Свинцовые дожди» повествующий о предвоенных и военных судьбах защитников города Малгобека. Одним из первых Боков, ещё в советские времена, впервые заявляет о том, что подвиг защитников Малгобека не оценён по достоинству. Во множестве выступлений поднимает вопрос о присвоении городу Малгобеку почётного звания — город-герой. И только в середине 1990-х годов, по поручению первого Президента Республики Ингушетия, героя Советского Союза Руслана Аушева, Боков возглавил правительственную комиссию, которая в течение длительного времени собирала уникальные документы и свидетельства участников этого исторического события.
В 1944 году Боков, как и весь вайнахский народ (чеченцы и ингуши), был депортирован сталинским режимом из родных мест. Дальнейшее становление личности будущего писателя проходило в Павлодарской области Казахской ССР.
В 1945 году, сдав экзамены за 10 классов, Боков поступил в Казахский горно-металлургический институт. Но любовь и тяга к искусству заставили его покинуть институт и перейти в студию театра. Позже он учился в Алма-Атинской киноактёрской школе. Профессиональным актёром не стал, но, как он сам говорил, эти годы учёбы ему много дали для последующей литературной работы. Более десяти лет, вплоть до возвращения в Чечено-Ингушетию, Боков был на финансовой работе в различных учреждениях Казахстана, одновременно много времени отдавал художественной самодеятельности, руководил драматургическими коллективами. По словам Николая Шундика, переводившего его роман «Багровые зори» (Роман-газета-1976 г. № 24-95 стр.) «… готовился постигать тайны минералов, а вышло так, что жизненное призвание повлекло постигать тайны душ людских».
С 1959 года он — литработник и собственный корреспондент газеты «Сердало». Несколько лет Боков был на режиссёрской работе: вначале в назрановском народном театре, затем в грозненской студии телевидения.
Первые стихи и короткие рассказы Ахмет Боков пробовал писать ещё в 1940 году, но по—настоящему литературной работой увлёкся только в 1956 году. Первый рассказ писателя «Буран» на ингушском языке был опубликован в газете «Знамя труда», выходившей в городе Алма-Ата, в 1957 году. Затем он создаёт рассказы «Честь», «Бача и его жёны», «Мой спутник», «Последняя ночь», «Однажды вечером» и т. д., которые печатались в газетах Казахстана, Чечено-Ингушетии и Северной Осетии.
С 1958 года произведения писателя печатаются в различных коллективных сборниках, журналах и альманахах. В 1960 году выходит первый сборник его прозаических произведений — «Райхант», куда вошла и одноимённая повесть.
В 1961 году Боков написал комедию «Не вкусивши горького», которая ставилась в Назрановском народном театре. Затем он написал несколько повестей — «Буран» (1962 год), «Трудный путь» (1963 год) «Бача и его жёны» (1964 год) и т. д.
В 1962 году Боков первым из литераторов восстановленной Чечено-Ингушской АССР был принят в члены Союза писателей СССР.
Стремление уловить влияние времени, показать духовный мир современников стало характерной чертой его произведений. В числе первых писателей так называемого второго поколения, художественно изобразил процессы формирования у молодёжи нового мировоззрения. Приход в литературу Бокова совпал со временем активизации романного мышления в национальной, в том числе в чеченской и ингушской литературе. Внимание писателя привлёк к себе тот исторический рубеж, который круто изменил судьбы его народа.
В 1967 году читатели познакомились с первой книгой его романа «Сыновья Беки», в которой писатель рассказал о жизни предреволюционного ингушского села. Основные герои этого произведения — бедняк—крестьянин Беки и его сыновья — Хасан и Хусейн. В книге персонаж Тарко-Хаджи Гарданов, ингушский революционер, ведёт большую работу по пробуждению политического сознания среди горских масс. Роман «Сыновья Беки» — это первый роман, написанный и изданный на ингушском языке.
В 1969 году писатель издал вторую книгу романа «Сыновья Беки». Последующие же годы в творчестве широко известного ингушского прозаика и драматурга, народного писателя республики А. Х. Бокова были отмечены написанием не только таких интересных повестей, как «Старый дом» (1972 г.), но и романов («Багровые зори» — 1974 г., «Звезда среди звёзд» — 1978 г., «Юрский горизонт» — 1982 г., «Разорванный круг» — 1989 г., «Узкие ворота» — 1994 г., «Судьба» — 2004 г.).
В 1976 году Указом ПВС ЧИАССР Ахмету Бокову и Абузару Айдамирову одним из первых присваивается звание народный писатель Чечено-Ингушской АССР.
Произведения А. Бокова переводились на русский язык и издавались большими тиражами, в том числе и в Москве. Общий тираж изданных книг приближается к 2 миллионам 800 тысячам. Именно за эти произведения он удостаивался не только премий, но и звания лауреата многих всесоюзных и всероссийских конкурсов. Так, например, в 1984 году за свой роман «Юрский горизонт» А. Х. Боков получил поощрительную премию по итогам Всероссийского конкурса ВЦСПС и Союза писателей СССР за лучшее произведение художественной прозы о людях труда.
В разные годы в республиканских театрах ставились его пьесы «Бача и его жёны», «Мы вернёмся, нани», «К юрскому горизонту», «Сыновья Беки» и другие. Боков всегда поддерживал тёплые и дружеские отношения со многими переводчиками своих произведений — Еленой Полонской, Региной Кафриэлянц, Николаем Шундиком, Владимиром Степаненко, Николаем Родичевым и другими.
Произведения Бокова печатались в газетах и литературных журналах на русском, осетинском, кабардинском, балкарском и других языках.
Умер 2 апреля 2006 года. За неделю до его смерти, 27 марта 2006 года, вышел Указ Президента Российской Федерации В. В. Путина о награждении Бокова орденом Дружбы за заслуги в области культуры, искусства и за многолетнюю плодотворную работу.

## Награды
- орден «Знак Почёта» (16.11.1984)
- Орден Дружбы (27.03.2006)[3]

## Избранные произведения

### На русском языке
- Две ночи. Повести. Грозный, Чечено—Ингушское книжное издательство, 1965.
- Бача и его жёны. Повесть и рассказы. Грозный, Чечено-Ингушское книжное издательство, 1967.
- Сыновья Беки. Роман. Книга первая. Авторизованный перевод с ингушского Р. Кафриэлянц. Грозный, Чечено-Ингушское книжное издательство, 1969.
- Буран. Повести. Перевод с ингушского Е. В. Полонской. Грозный, Чечено-Ингушское книжное издательство, 1970.
- Сыновья Беки. Роман. Книга вторая. Авторизованный перевод с ингушского Р. Кафриэлянц. Грозный, Чечено—Ингушское книжное издательство, 1971.
- Старый дом. Повесть. Перевод с ингушского автора. — «Дон», 1972, № 12, стр. 69-91.
- Сыновья Беки. Роман. Книга первая и вторая. Перевод с ингушского Р. Кафриэлянц. Москва, издательство «Современник», 1973.
- Багровые зори. Роман. Авторизованный перевод с ингушского Н. Е. Шундика. Москва, издательство «Современник», 1976.
- Багровые зори. Роман. Перевод ингушского Н. Е. Шундика. Грозный, Чечено-Ингушское книж¬ное издательство, 1978.
- Звезда среди звёзд. Роман. Авторизованный перевод с ингушского Вл. Степаненко. Москва, издательство «Современник», 1979.
- Багровые зори. Роман. Авторизованный перевод с ингушского Н. Е. Шундика. Москва, издательство «Советская Россия», 1980.
- Дело жизни (К юрскому горизонту). Драма в 2-х действиях. Перевод с ингушского В. Гольдфельта. — Москва, ВААП, Информ, 1981, 74 листа.
- Юрский горизонт. Роман. Перевод с ингушского Н. Родичева. Грозный. Чечено—Ингушское книжное издательство, 1982.
- Сыновья Беки. Роман. Книга первая и вторая. Авторизованный перевод с ингушского Р. Кафриэлянц. Москва, издательство «Современник», Библиотека российского романа, 1984.
- Юрский горизонт. Роман. Перевод с ингушского Н. Родичева. Издание второе. Библиотека рабочего романа. М., Профиздат, 1986.
- Буран. Повести. Перевод с ингушского. Москва, издательство «Советская Россия», 1988.
- Разорванный круг. Роман. Перевод с ингушского Н. Родичева. Москва, издательство «Современник», 1989.
- Узкие ворота. Роман. Грозный, издательство «Книга», 1994.
- Багровые зори. Роман. Первая и вторая книги. Нальчик, издательский центр «Эльфа», 1995.
- Судьба. Роман. Магас, 2004.
- Юрский горизонт. Роман. Магас, 2004.

### На ингушском языке
- Райхьант. Дувцарий сборник. Шолжа-Гӏала, Нохч-Гӏалгӏай книжни издательство, 1960.
- Дарц. Повесть. Шолжа-Гӏала, Нохч-Гӏалгӏай книжни издательство, 1962.
- Хала никъ. Повесть. Шолжа-Гӏала, Нохч-Гӏалгӏай книжни издательство, 1963.
- Бачей цун истийи. Повести дувцараши. Шолжа-Гӏала, Нохч-Гӏалгӏай книжни издательство, 1964.
- Беке къонгаш. Роман. Хьалхара книжка. Шолжа-Гӏала, Нохч-Гӏалгӏай книжни издательство, 1967.
- Беке къонгаш. Роман. Шоллагӏа книжка. Шолжа-Гӏала, Нохч-Гӏалгӏай книжни издательство, 1969.
- Цӏийенна сайре. Роман. Шолжа-Гӏала, Нохч-Гӏалгӏай книжни издательство, 1974.
- Хержа произведенеш. Повесташи дувцараши. Дешхьалхе Дахкильгов Ибраьхӏима. Шолжа-Гӏала, Нохч-Гӏалгӏай книжни издательство, 1975.
- Седкъашта юкъе седкъа санна. Роман. Шолжа-Гӏала, Нохч-Гӏалгӏай книжни издательство, 1978.
- Беке къонгаш. Роман. Хьалхареи шоллагӏеи книжкаш. Шолжа-Гӏала, Нохч-Гӏалгӏай книжни издательство, 1981.
- Iаи бӏаьстийи вӏашагӏкъасташ. Роман. Шолжа-Гӏала, Нохч-Гӏалгӏай книжни издательство, 1984. Цӏийенна сайре. Роман. Шоллагӏа книжка. Шолжа-Гӏала, Нохч-Гӏалгӏай книжни издательство, 1986.
- Догӏанха даш делхаш. Роман («Щийенна сайре» цӏи йолча романа кхоалагӏа книжка). Шолжа-Гӏала, Нохч-Гӏалгӏай книжни издательство, 1987.
- Къовсам. Роман. Шолжа-Гӏала, Нохч-Гӏалгӏай книжни издательство, 1989.

### На ингушском
- ӏарчакханаькъан С. Литературе тхьамадал леладаь саг: Боканаькъан Хаме Ахьмада 100 шу дизарга (ингуш.) // Сердало  / Керттера ред.: Курскенаькъан Х. — 2024. — 14 маьцхали.